# 横山フク
横山 フク（よこやま ふく、1907年2月16日 - 1991年11月4日）は、日本の政治家。参議院議員（3期）。

## 経歴
東京府東京市神田区須田町（現千代田区）生まれ。東京府第一高等女学校卒業、日本大学法学部（夜間）卒業。
職業婦人になるため三省堂に勤務しながら夜は速記塾で学んだ。1927年、東京府産婆会書記になり、その縁で1932年に産婆の資格をとり、板橋で開業。
1947年板橋区議会議員に当選、1950年の第2回参議院議員通常選挙全国区に無所属で立候補したが、落選。1953年の第3回参議院議員通常選挙全国区に自由党公認で初当選。以後連続3期当選。
1955年、日本看護協会助産婦部会長として、国際看護師協会加盟に絡み、日本助産婦会を設立、初代会長に就任。
1964年、第2次岸改造内閣科学技術政務次官。
1971年の第9回参議院議員通常選挙で落選。
1974年の第10回参議院議員通常選挙において、丸茂重貞、山下春江とともに日本看護連盟推薦を受け立候補するが、落選。1977年秋の叙勲で勲二等宝冠章受章。
1991年11月4日死去、84歳。死没日をもって正四位に叙される。

## 役職
- 母子保健研修センター助産師学校長[7]。